# Strobisia argentifrons
Strobisia argentifrons är en fjärilsart som beskrevs av Walsingham 1910. Strobisia argentifrons ingår i släktet Strobisia och familjen stävmalar. Inga underarter finns listade i Catalogue of Life.